# Мале, Клод-Франсуа
Клод-Франсуа́ Мале́ (фр. Claude-François Malet; 28 июня 1754, Доль [ныне — в департаменте Юра], Франция — 29 октября 1812, Париж) — французский военачальник, бригадный генерал (c 13 августа 1799 года). В 1812 году, во время отступления Великой армии из России, возглавил парижский заговор против Наполеона I.

## Биография

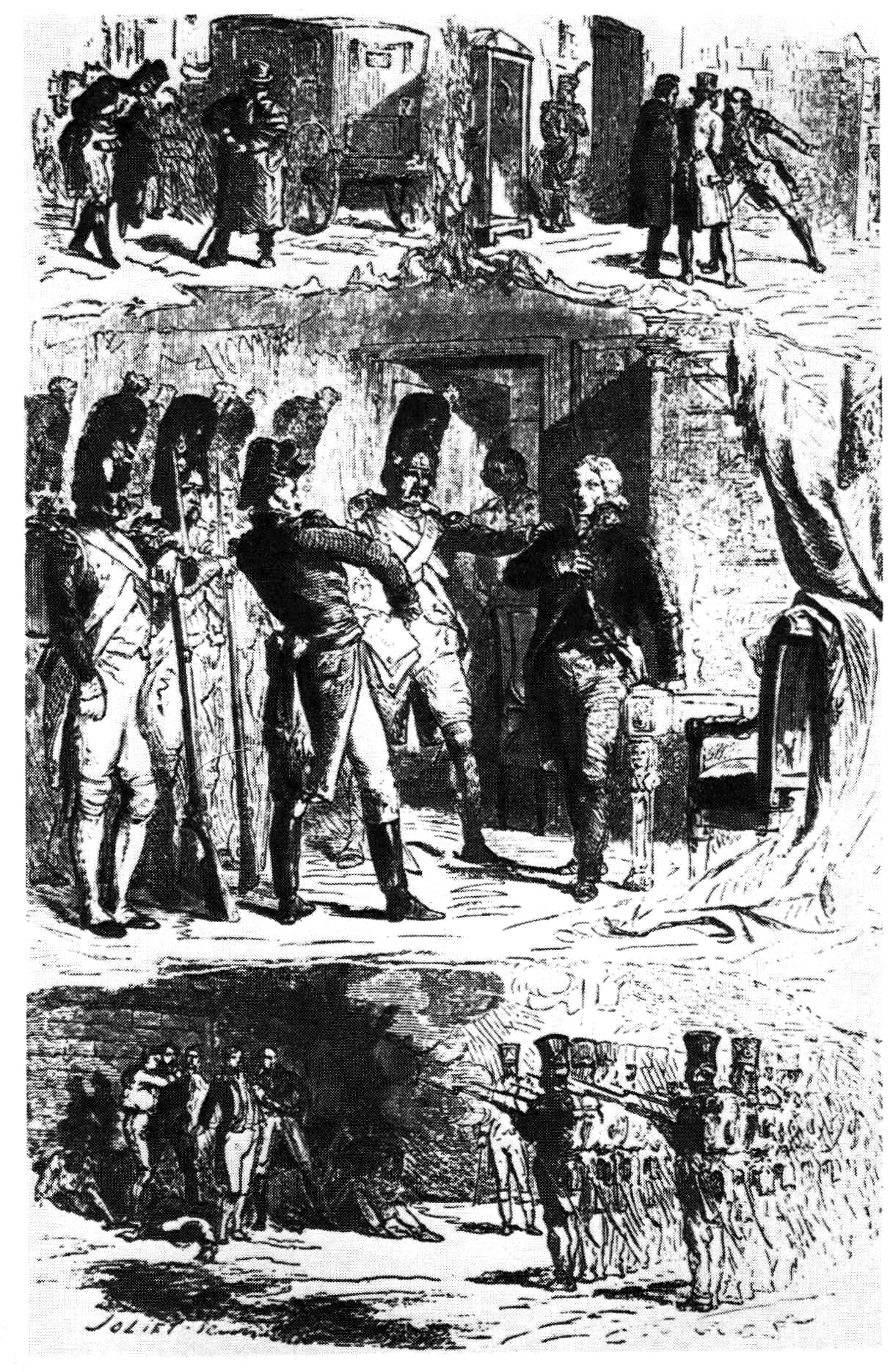
Сцены заговора Мале. Гравюра начала XIX века

27 декабря 1771 года поступил на службу в 1-ю роту мушкетёров. Принимал активное участие в революционных событиях, в 1790 году командовал Национальной гвардией в Доле. С 1 июня 1791 года капитан Национальной гвардии. 25 марта 1792 года переведён в 50-й пехотный полк Рейнской армии. С 20 мая 1793 года адъютант батальона, с 13 апреля 1796 года — бригады. С 3 марта 1797 года начальник штаба 6-го, а затем 7-го военного округа. С 16 сентября 1801 года — командующий в департаменте Жиронда.
Убеждённый республиканец, Мале активно выступал против установления пожизненного консулата и провозглашения империи. 25 июня 1804 года переведён в департамент Вандея. 30 января 1805 года уволен от должности.
С 11 сентября 1805 года командир 3-й бригады 5-й дивизии Итальянской армии. С 1806 года служил в Неаполе, был губернатором Павии, состоял при генерале С. Миолисе в Риме. За республиканские взгляды был отстранён от должности и 30 мая 1808 года арестован. Вскоре освобождён.
В 1808 году помещён был в лечебницу для душевнобольных доктора Дюбюиссона в Париже. Находясь в лечебнице, вместе с аббатом Лафоном (1766—1836) подготовил несколько поддельных документов: сообщения Сената о смерти Наполеона в России, устранении его семьи от престолонаследия и учреждении временного правительства (куда должны были войти Матьё де Монморанси, Алексис де Ноайль, Моро, префект Сенского департамента Фрошо), а также документ о назначении Мале комендантом Парижа и дивизионным генералом и приказы о смене отдельных чиновников другими лицами.
В ночь с 22 на 23 октября 1812 года Мале с Лафоном сумели бежать из лечебницы. Сразу после этого Мале, возглавив группу единомышленников, предпринял в Париже попытку государственного переворота. Распустив слух, будто Наполеон умер 7 октября в Москве, Мале к 9 часам утра занял весь Париж, арестовал Р. Савари и др., провозгласил республику во главе с президентом Ж. Моро. Однако вскоре власти Парижа арестовали его и 24 участников заговора. 29 октября вместе с 14 своими соратниками Мале был расстрелян.

## В культуре
Восстание Мале описывается в повести Валентина Пикуля «Париж на три часа».